# Liste der Kulturdenkmäler in Mittelstrimmig
In der Liste der Kulturdenkmäler in Mittelstrimmig sind alle Kulturdenkmäler der rheinland-pfälzischen Ortsgemeinde Mittelstrimmig aufgeführt. Grundlage ist die Denkmalliste des Landes Rheinland-Pfalz (Stand: 21. September 2023).

## Einzeldenkmäler
| Bezeichnung                                  | Lage                                        | Baujahr                  | Beschreibung | Bild                           |
| -------------------------------------------- | ------------------------------------------- | ------------------------ | --- | ------------------------------ |
| Quereinhaus                                  | Auf der Fenn 2/2a Lage                      | 18. Jahrhundert          | Quereinhaus; Fachwerkbau, teilweise massiv, 18. Jahrhundert | BW                             |
| Katholische Kirche St. Philippus und Jakobus | Schulstraße Lage                            | 1766–69                  | dreischiffige barocke Halle, 1766–69, Architekt wohl Paul Stähling, Straßburg, Chorerweiterung 1959–62; zwei Grabplatten, eine spätgotisch, 1522, offensichtlich 1729 zweitverwendet; zwei Grabkreuze, 1811, 1819; Gesamtanlage mit umgebenden Areal | weitere Bilder Fotos hochladen |
| Wohnhäuser                                   | Schulstraße 11/13 Lage                      | 18. Jahrhundert          | Fachwerkhaus, Nr. 11 verputzt, Nr. 13 teilweise verschiefert, abgewalmtes Mansarddach, 18. Jahrhundert | BW                             |
| Wegekreuz                                    | nordwestlich des Ortes Lage                 | 19. Jahrhundert          | Wegekreuz, Gusseisen, 19. Jahrhundert | BW                             |
| Kapelle                                      | südlich des Ortes an der Hanosiusmühle Lage | 19. Jahrhundert          | Kapelle, Saalbau mit Dachreiter, 19. Jahrhundert | Fotos hochladen                |
| Wegekapelle                                  | westlich des Ortes an der K 43 Lage         | 18. oder 19. Jahrhundert | Wegekapelle, innen: barocker Kruzifix, wohl aus dem 18. oder 19. Jahrhundert | BW                             |